# Ласьк (гміна)
Гміна Ласьк (пол. Gmina Łask) — місько-сільська гміна у центральній Польщі. Належить до Ласького повіту Лодзинського воєводства.
Станом на 31 грудня 2011 у гміні проживало 28457 осіб.

## Площа
Згідно з даними за 2007 рік площа гміни становила 146.91 км², у тому числі:
- орні землі: 70.00%
- ліси: 18.00%

Таким чином, площа гміни становить 23.80% площі повіту.

## Населення
Станом на 31 грудня 2011:
| Опис     | Загалом | Загалом | Чоловіки | Чоловіки | Жінки | Жінки |
| -------- | ------- | ------- | -------- | -------- | ----- | ----- |
| одиниця  | осіб    | %       | осіб     | %        | осіб  | %     |
| все      | 28457   | 100     | 13737    | 48.27    | 14720 | 51.73 |
| міське   | 18331   | 100     | 8677     | 47.34    | 9654  | 52.66 |
| сільське | 10126   | 100     | 5060     | 49.97    | 5066  | 50.03 |

## Сусідні гміни
Гміна Ласьк межує з такими гмінами: Бучек, Водзеради, Добронь, Здунська Воля, Зелюв, Сендзейовіце, Шадек.